# Люба, я збільшив дитину
«Люба, я збільшив дитину» (англ. Honey I Blew Up the Kid) — американська фантастична комедія 1992 року, продовження фільму «Люба, я зменшив дітей».
Два роки тому професор Вейн Шалінські випадково зменшив своїх дітей і двох сусідських хлопчиків. Минув час, у сім'ї поповнення — Адам. Цього разу саме він стає випадковою жертвою батькових експериментів. Адам потрапляє під збільшувальний промінь і поступово росте, завдаючи дедалі більших клопотів.

## Сюжет
З часу подій попереднього фільму минуло два роки. Вейн Шалінськи з родиною переїхали до Невади, де ростять ще одного сина, пустотливого Адама. Вейн обладнав будинок різноманітними винаходами, хоча більшість із них безглузді.
Одного разу дружина Вейна, Діана, їде разом з їхньою дочкою Емі, щоб допомогти їй поселитися в гуртожиток у коледжі. Колегам Вейна тим часом ніяк не вдається повторити його експеримент зі зворотним збільшенням зменшених об'єктів. Старший син Нік влаштовується на підробіток до аквапарку, де намагається залицятися до дівчини Менді, коли з нього починають насміхатися інші хлопці через батькове авто. Вейн з Ніком повертаються додому, де ледве справляються з доглядом за Адамом.
Наступного дня Вейн відвозить Ніка та Адама до лабораторій Кліффорда Стерлінга, котрий фінансує дослідження зі збільшення об'єктів. Вейн хоче перевірити свою здогадку та пробує збільшити Адамову іграшку — Великого Кролика. Однак, коли Вейн та Нік відволікаються, Адам вибирається з дитячого візка, потрапляє під промінь збільшувальної машини, і повертається назад. Вейн з Ніком не помічають цього та їдуть додому.
Повернувшись додому, Адам і Великий Кролик потрапляють під дію хвиль від мікрохвильової печі і збільшуються. Вейн і Нік намагаються повернути його в лабораторію, щоб зменшити, для чого переодягають в дорослого. Але їх виганяє колега Вейна, доктор Чарльз Гендріксон, який хоче привласнити винахід Вейна.
Діана зарано повертається додому і приховати збільшення дитини вже не вдається. Доглядати за двометровим малюком виявляється ще складніше, ніж звичайним. Вейн і Діана вирушають на склад, щоб забрати Вейнову зменшувальну машину. Нік тим часом лишається вдома слідкувати за Адамом. До будинку приходить Менді, яку Вейн раніше попросив доглянути за Адамом. Побачивши малюка-велетня, Менді непритомніє і Ніку не лишається іншого, крім як забрати її додому. Адам знову потрапляє під випромінювання, зростає ще більше і тікає, виламавши вікно.
Дорогою додому Вейн повертає зменшувальну машину до робочого стану та випробовує зменшення-збільшення на поліцейських. Чарльз тим часом бачить розгардіяж, вчинений малюком на вулиці, та викликає вантажівку, щоб забрати його в лабораторію. Стерлінг звільняє Чарльза аби той не нашкодив дитині, але Адам через близькість високовольтної лінії виростає вже до 15 м заввишки і тікає. Малюк сприймає Ніка та Менді за іграшки і кладе їх у кишеню, після чого вирушає до Лас-Вегасу. Вейн і Кліффорд розуміють, що через численні неонові вивіски в Лас-Вегасі дитина ростиме далі.
Чарльз звертається до директора Терренса Вілера, і вони планують усунути Стерлінга. Чарльз сідає у військовий вертоліт, щоб приспати Адама транквілізатором і відправити на досліди. Вейну потрібно затримати малюка на місці впродовж 12 секунд. Для цього він намагається використовувати Великого Кролика, але це дає зворотний ефект, коли Вейн каже Адаму подрімати, що хлопчик не любить.
Поблукавши Лас-Вегасом, хлопчик виростає ще більше, спричиняючи паніку серед натовпу. Маршалл Престон Брукс сідає в авто з морозивом, щоб відволікти малюка, а люди Стерлінга вимикають світло, щоб не дати Адаму рости далі. Однак Адам прямує до кафе «Hard Rock», від якого відламує вивіску у вигляді гітари. Доктор Чарльз прибуває на вертольоті і починає стріляти в Адама снарядами з транквілізатором, натомість влучає в гітару, через що хлопчика б'є струмом. Діана пропонує збільшити її, щоб заспокоїти сина. Вейн збільшує її, Діана обіймає Адама, а Вейн зменшує обох. Розлючена Діана потім б'є Чарльза в обличчя.
Тоді Вейн і Діана розуміють, що Нік і Менді були в кишені Адама і також зменшилися. Ті виявляються в іграшковому авто, яке знаходить пес Кварк. Вейн вирішує дати Ніку з Менді якийсь час побути разом перед тим, як збільшить їх до нормального розміру.

## У ролях
| Актор             | Роль                      |
| ----------------- | ------------------------- |
| Рік Мораніс       | Вейн Шалінські            |
| Марша Стрессмен   | Діана Шалінські           |
| Роберт Олівері    | Нік Шалінські             |
| Деніел Шелікар    | Адам Шалінські            |
| Джошуа Шелікар    | Адам Шалінські            |
| Ллойд Бріджес     | Кліффорд Стерлінг         |
| Джон Ши           | доктор Чарльз Гендріксон  |
| Кері Расселл      | Менді Парк                |
| Рон Кенада        | Маршалл Брукс             |
| Емі О'Ніл         | Емі Шалінські             |
| Майкл Мілхоун     | Капітан Ед Майерсон       |
| Грегорі С'єрра    | Теренс Вілер              |
| Леслі Ніл         | Констанс Вінтерс          |
| Джулія Суіні      | цікавий сусід             |
| Лінда Карлсон     | цікавий сусід             |
| Ліза Менде        | лаборант                  |
| Джон Парагон      | лаборант                  |
| Кеннет Тобі       | Смітті                    |
| Білл Моуслі       | федеральний маршал        |
| Доріан Ґреґорі    | федеральний маршал        |
| Ед Фельдман       | пара у Лас-Вегасі         |
| Сюзанн Кент       | пара у Лас-Вегасі         |
| Алекс Деніелс     | дядько Янош               |
| Роберт Джаффе     | офіцер на мотоциклі       |
| Рон Лоуренс       | офіцер на мотоциклі       |
| Джон Хора         | спостерігач на вертольоті |
| Мері Еллен Мур    | жінка поліцейський        |
| Ренді Суоллоу     | репортер                  |
| Памела Цедерквіст | репортер                  |
| Джеймс М. Лотен   | репортер                  |
| Шеннон М. Стегер  | народний доброволець      |
| Мінорі Гото       | японський турист          |
| Грегорі МакКарді  | поліцейський              |
| Мамору Кенел      | японський турист          |
| Девід Скетес      | Рок-фанат в натовпі       |
| Меріон Палмер     | репортер                  |
| Білл Лоска        | патрульний                |
| Кеті Пастор       | хазяйка                   |
| Джеймс А. Брукс   | двірник                   |
| Кріс Френк        | поліцейський              |
| Шеннон Хьюз       |                           |
| Джанін Кінг       | глядач                    |
| Гарі Родрігез     | поліцейський на мотоциклі |
| Джеремі Сеттлс    | вуличний артист           |
| Дерек А. Сміт     | Hard Rock Patron          |
| Джон Теблер       | лаборант                  |
| Дж.Р. Вест        | поліцейський на мотоциклі |

## Цікаві факти
- Спочатку фільм зовсім не замислювався як сіквел. Робочою назвою було «Великий малюк» (англ. «Big Baby») і в центрі сюжету було немовля, що виросло до величезних розмірів після випадкового потрапляння в поле збільшуючого променя і стало потім тероризувати нічний Лас-Вегас. Кіностудія Діснея побачила сприятливу можливість зробити фільм продовженням свого хіта, і сценарій був переписаний.
- У секретному сховищі лабораторії можна помітити такі незвичайні речі як сани Чарльза Кейна з фільму «Громадянин Кейн» (1941) і Ковчег Завіту з кінострічки «Індіана Джонс: У пошуках втраченого ковчега» (1981).
- Кінодебют п'ятнадцятирічної на той момент Кері Рассел.
- Одна з головних героїнь першого фільму Емі Залінскі отримала мало екранного часу через концепції первинного сценарію, що передбачав тільки одну ключову жіночу роль няні Адама. Творці вийшли з положення, показавши на самому початку фільму коли вона їде в коледж. З цієї ж причини в сіквелі не виявилося нікого з сім'ї Томпсонів.
- Сцена, в якій гігантський Адам збирається покласти машину в рот, а Нік кричить йому «Адам, не їж нас», служить своєрідним відсиланням до схожого епізоду у оригінальному фільму. У ньому Нік, потрапляючи в таку ж ситуацію тільки зі своїм батьком, говорив «Тато, не їж мене».
- Вже після виходу фільму кіностудія Діснея отримала судовий позов за звинуваченням у плагіаті від одного з провідних телешоу, який прийшов до ідеї збільшеного у багато разів немовляти, спостерігаючи за тим як його маленька онука руйнує споруди з дитячих кубиків. Написаний ним сценарій був потім перероблений, але так і залишився незатребуваним. Кіностудія віддала перевагу залагодити справу мирним шляхом.
- Знімальний період: 17 червня — 4 жовтня 1991 року.